# Modautal
Modautal es una municipalidad ubicada en el distrito de Darmstadt-Dieburg, en Hesse, Alemania. Cubre un área de 31 km² (de los cuales el 38.7% es bosque), con una altura sobre el nivel del mar de entre 240 y 519 metros. El 31 de diciembre de 2009, tenía una población de 4.984 habitantes, lo que daba una densidad poblacional de 157 habitantes por km².
Las primeras referencias de la localidad datan del siglo XIII.

## Distritos
Modautal se compone de once distritos:
- Allertshofen
- Hoxhohl
- Asbach
- Brandau
- Ernsthofen
- Herchenrode
- Lützelbach
- Neunkirchen
- Neutsch
- Klein-Bieberau
- Webern